# Dorfkirche Rostocker Wulfshagen

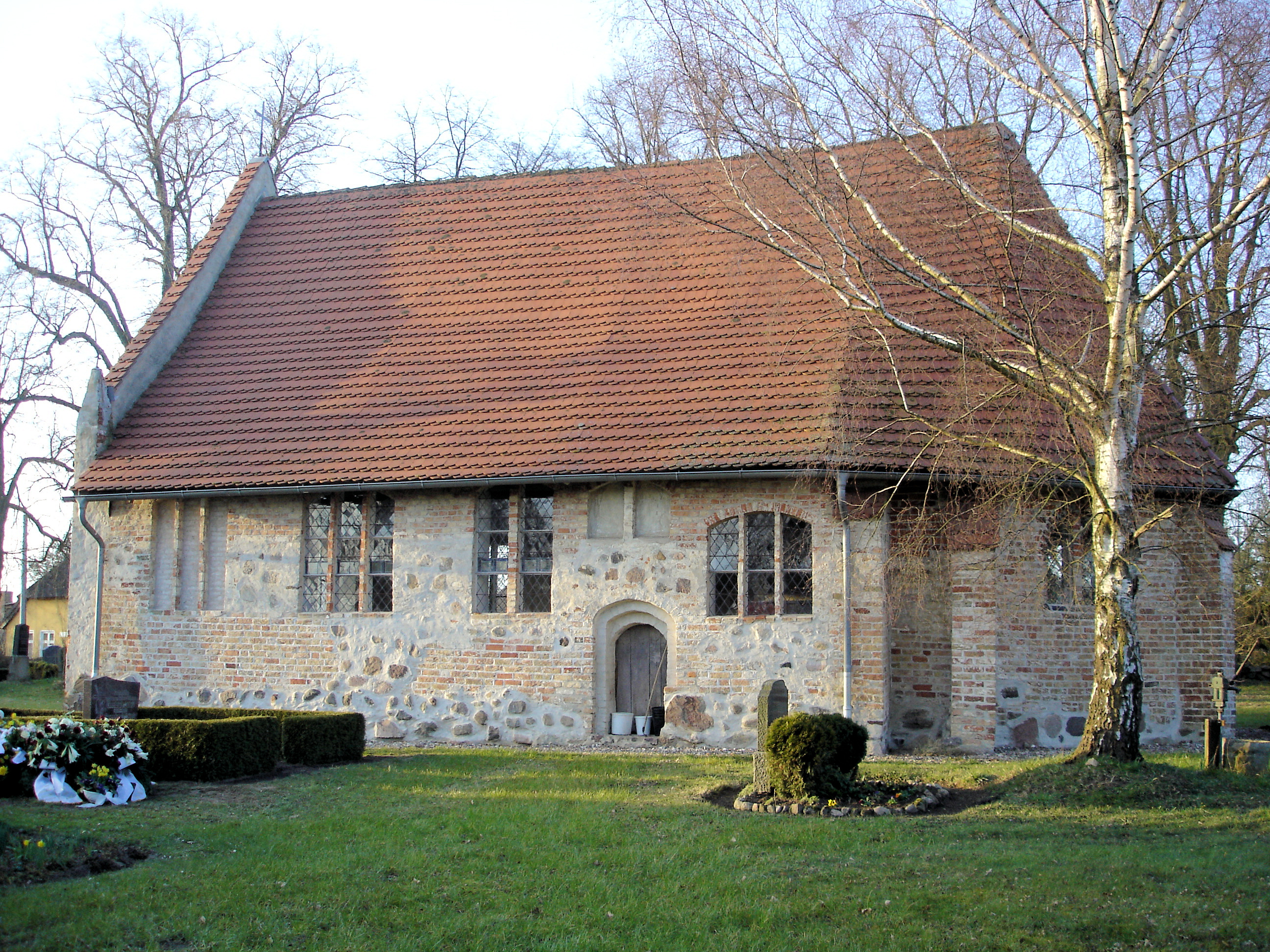
Kirche in Rostocker-Wulfshagen

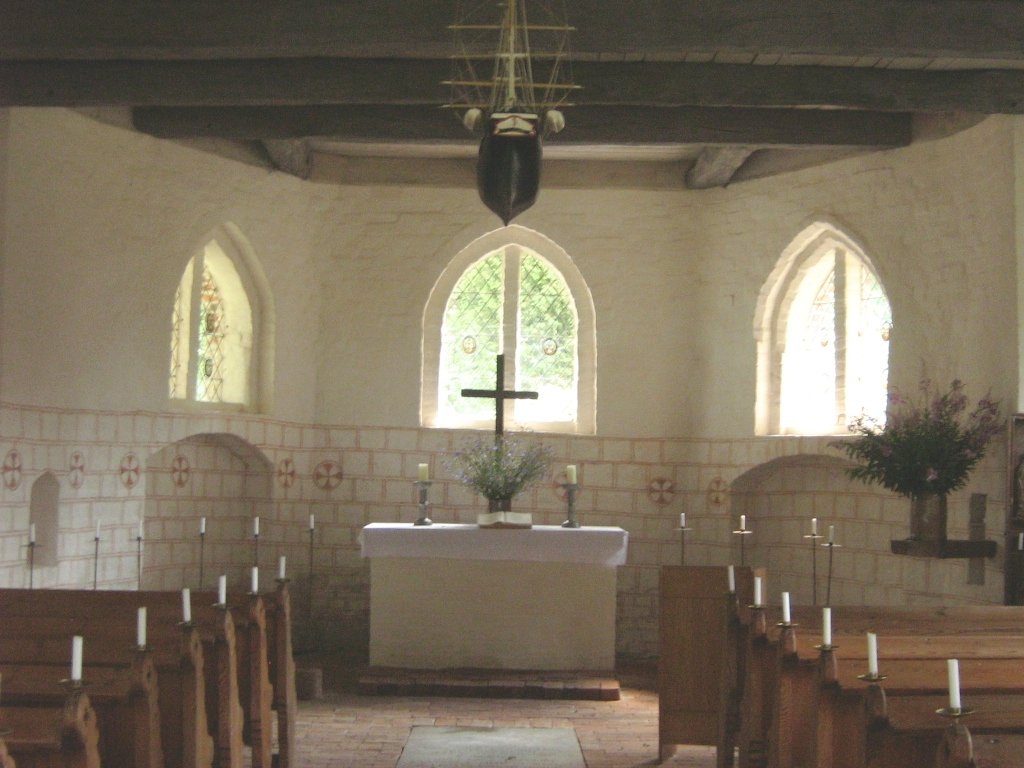
Das Kircheninnere in Rostocker-Wulfshagen

Die Dorfkirche Rostocker Wulfshagen ist ein Kirchengebäude in Rostocker Wulfshagen im mecklenburgischen Landesteil von Mecklenburg-Vorpommern. Die Kirche gehört zur Kirchengemeinde St. Marien in Ribnitz in der Propstei Rostock im Kirchenkreis Mecklenburg der Evangelisch-Lutherischen Kirche in Norddeutschland (Nordkirche).
Das Kirchengebäude wurde nach 1318 errichtet. Der Außenbau ist ein Feld- und Backsteinbau mit polygonalem Ostabschluss, wahrscheinlich aus dem 15. Jahrhundert, und wurde später mehrfach verändert. Beim Umbau im Jahre 1825 unter Carl Theodor Severin wurden der Turm und die Sakristei abgetragen und der Westgiebel erneuert. Das neue Portal wurde sehr schmal und im neugotischen Stil in diesen Giebel integriert. Der Innenraum der Kirche ist flach gedeckt. Im Altarraum wurde die mittelalterliche Wandmalerei restauriert. Sie enthält zwölf Weihekreuze. Der seitlich stehende dreiflügelige Schnitzaltar ist eine spätgotische Arbeit aus der Zeit um 1500. Er stellt die Kreuzigungsgruppe und die Apostel dar, ist jedoch nur unvollständig erhalten. Die Orgel wurde 1935 von Christian Börger aus Rostock mit 4 Registern erbaut.  Das Bankgestühl stammt aus der zweiten Hälfte des 19. Jahrhunderts. In den Fenstern des Altarraums befinden sich neun Kabinettscheiben mit Wappen, die von der Wiederherstellung der Kirche nach dem Dreißigjährigen Krieg durch Rostocker Honoratioren zeugen. Zehn Scheiben mit Bibelzitaten schmücken die Fenster des Kirchenraumes. An der Decke der Kirche hängt ein Votivschiff, eine Brigg mit schwarzem Schiffsrumpf von 1861. Der Glockenstuhl ist aus Holz und auf dem Kirchhof freistehend.
Zwei Bänke des Gestühls befinden sich heute in dem im Freilichtmuseum Klockenhagen wieder errichteten Kirchenschiff der ehemaligen Dorfkirche Dargelütz. Sie dienten dem Museum auch als Vorlage für Nachbildungen zur Vervollständigung der Innenausstattung.